# Normal-sångbok för Svenska skolor
Normal-sångbok för Svenska skolor är en sångbok på svenska, utgiven av Frans Tiger, Lars August Lundh, Hans Pettersson, Carl Johan Berg och August Wilhelm Larsson. Första utgåvan utkom 1888 och var då den första mer omfattande sångboken för svenska skolor. Sångboken innehåller även viss grundläggande tonlära.
Den blev mycket använd under lång tid framöver och utkom i en rad utgåvor ända fram till 1945. I 1908 års utgåva var även Erik Åkerberg, Carl Lambère samt Assar O. Assar medarbetare.